# Ultrasonoteràpia
La ultrasonoteràpia  o  teràpia ultrasònica  és una disciplina que s'engloba dins de la fisioteràpia, i consisteix en l'art i la ciència del tractament de lesions i malalties mitjançant l'aplicació d'ones ultrasòniques. La ultrasonoteràpia és una prescripció mèdica i ha de ser aplicada per un fisioterapeuta.
Els actuals equips de ultrasonoteràpia (producte sanitari) aconsegueixen l'emissió d'ones ultrasòniques mitjançant efecte piezoelèctric per un cristall de quars en el capçal emissor.
L'ultrasò en fisioteràpia utilitza la compressió i dilatació cíclica d'ones de freqüència entre 1 i 3 MHz (megahertzs o milió de cicles per segon), si bé s'usen freqüències entre 7000 i 33000 hertzs. L'absorció màxima en teixits tous oscil·la en el rang de 2 a 5 cm, i la intensitat decreix quan les ones penetren més profundament. Es absorbeixen primàriament pel teixit connectiu: lligaments, tendons, fàscia i teixit de cicatrització.
Els beneficis de l'ultrasò en aquest àmbit són de dos tipus: tèrmics i no tèrmics. Els efectes tèrmics s'han de l'escalfament per absorció de les ones sonores. Els efectes no tèrmics es deuen a cavitació, microinducción i inducció acústica. La cavitació resulta de la producció de bombolles microscòpiques d'aire, que transmeten les vibracions de manera que estimulen la membrana cel·lular. Aquesta estimulació física sembla millorar la capacitat de reparació cel·lular en la resposta a les inflamacions.
La fisioteràpia ultrasònica sol recomanar per tractament de músculs i articulacions, encara que no existeix evidència clara de la seva efectivitat.
Els efectes terapèutics de l'emissió d'ones d'ultrasò en el teixit humà viu són fonamentalment dos: un de tèrmic o mecànic i un altre químic. Per a la regeneració tissular, el feix ultrasònic provoca un efecte de cavitació que augmenta la permeabilitat de la membrana cel·lular així com precipita la degranulació dels macròcits i l'alliberament d'histamina per així, d'una manera controlada, iniciar la resposta inflamatòria prèvia a tota regeneració fibroblàstica.
La ultrasonoteràpia, en les seues modalitats de polsada o contínua, s'aplica en processos inflamatoris, lesions del múscul i el tendó o algodistròfia simpàtica reflexa. Cal la utilització d'un gel o una loció conductora per a un millor lliscament del capçal, un òptim acompliment en la teràpia i una millor absorció pel pacient.
També hi ha la possibilitat de combinar-la amb les distintes modalitats d'electroteràpia.
Cal tenir present que l'ultrasò és una teràpia mecànica i no pot englobar dins l'àmbit de teràpies que utilitzen el camp electromagnètic com a origen energètic. L'origen sònic d'aquest tractament s'ha de tenir present especialment davant pacients que presentin una especial debilitat òssia, fractura o osteoporosi, per l'efecte d'impacte que el so té en les superfícies dures de l'organisme. La fixació dels ultrasons en un únic punt pot portar com a conseqüència la generació dels anomenats "punts calents".